# Hrádok
Hrádok (em húngaro: Temetvény) é um município da Eslováquia, situado no distrito de Nové Mesto nad Váhom, na região de Trenčín. Tem 24,13 km² de área e sua população em 2018 foi estimada em 726 habitantes.

## Demografia
| Ano:        | 1994 | 2004   | 2014    | 2024    |
| ----------- | ---- | ------ | ------- | ------- |
| Broj ljudi: | 642  | 596    | 711     | 784     |
| Razlika:    |      | -7,16% | +19,29% | +10,26% |

| Ano:               | 2023 | 2024   |
| ------------------ | ---- | ------ |
| Número de pessoas: | 770  | 784    |
| Diferença:         |      | +1,81% |